# Pivski kvasac
Pivski kvasac ili pekarski kvasac je vrsta kvasca koja se koristi za dizanje tijesta, te za vrenje piva i vina. Latinski naziv pivskog kvasca je Saccharomyces cerevisiae; riječ saccharomyces bi se mogla prevesti kao slatka gljivica, jer dolazi od grčkih riječi saccharo (šećer) i myco (gljivice), dok riječ cerevisiae se mogla prevesti kao pivski. Stanice pivskog kvasca koriste hranu kako bi osigurale energiju za rast. Njihova omiljena hrana je šećer u različitim oblicima: saharoza (šećer dobiven iz šećerne repe ili šećerne trske), fruktoza i glukoza (u medu, melasi, javorovom sirupu i voću), i maltoza (dobivena iz škroba u brašnu). Alkoholno vrenje (fermentacija) daje korisne krajnje produkte, etilni alkohol C2H5OH (etanol) i ugljikov dioksid CO2 koje stanice pivskog kvasca otpuštaju u okolnu tekućinu. Ovako se proizvode alkoholna pića iz brašna koja sadrže škrob. Na primjer, ječmeno brašno se koristi za proizvodnju piva dok se iz pšeničnog, kukuruznog i brašna ostalih žitarica proizvodi viski (engl. whiskey).
Kvasci su jednostanični mikroorganizmi iz skupine gljiva koji metaboliziraju šećere u ugljikov dioksid i alkohol. Kvasac je sitna jednostanična gljivica koja pripada grupi mikroorganizama. Ova stanica ovalnog oblika može se vidjeti samo mikroskopom. Jedan gram biomase kvasca sadrži oko 20 milijardi kvaščevih stanica.
Postoje razne vrste šećera, međutim, kvasci uglavnom preferiraju glukozu. Stoga dodamo li konzumni šećer saharozu kvascu, on se prvo mora pocijepati na glukozu i fruktozu uz pomoć enzima saharaze. Ne dodamo li šećer brašnu, kvasac će djelomično razgraditi molekule škroba uz pomoć enzima amilaze. Dakle, što se tiče hrane kvasci će se snaći, međutim, za optimalnu aktivnost valja im osigurati i pravu temperaturu. Jedna stanica kvasca u sat vremena može razgraditi otprilike onoliko molekula glukoze koliko i sama teži, proizvodeći pritom veliku količinu CO2! Hranidbene potrebe kvasaca su prilično jednostavne – za rast su im potrebni izvori dušika (amonijev sulfat, urea, aminokiseline), vitamin biotin, te sol i elementi u tragovima.   
Pivski kvasac pretvara šećer u etanol i ugljikov dioksid i na temperaturi od 5 ºC, stvaranje plina povećava se eksponencijalno povišenjem temperature do 38 ºC, a pri temperaturi od 40 ºC počinje polako odumirati. Idealna temperatura mu je 30 ºC, na kojoj se brojčano udvostručuje (razmnožava) unutar svega sat i pol ili dva, a idealan pH mu je u neutralnom ili lagano kiselom području. Stoga, ako kvasac stavite u vruću vodu ili mlijeko doživjet ćete neuspjeh. Pekari većinom kao optimalnu temperaturu fermentacije odabiru 25 ºC. U proizvodnji piva pak, temperature se prilagođavaju tipu piva koje se proizvodi – za većinu to je 20 - 23 ºC, dok su za "lager" nešto niže od 12 - 17 ºC.

## Povijest
Prvi zapisi o primjeni pivskog kvasca u procesu vrenja (fermentacije) alkoholnih pića potječu još od Sumerana, 6000 godina pr. Kr., dok su ih u pekarske svrhe prvi koristili stari Egipćani 5000 godina pr. Kr.! Naravno, tada još nisu znali što uzrokuje to dizanje tijesta i vjerojatno su gledali na kemijsko djelovanje kvasca kao na neki misterioznu i nestvarnu pojavu. Kvasac, koji se spominje u Bibliji, bio je meko tijesto koje se čuvalo od jednog pečenja kruha do drugog. Mali dio tog tijesta se koristio za početak ili zamjes novog tijesta za kruh. Vjeruje se da je u stara vremena dizano tijesto za kruh nastajalo uz pomoć prirodnih mikroorganizama u brašnu, kao što su divlji kvasci i laktobacili, mikroorganizmi također prisutni i u mlijeku.
Sve fermentacijske industrije, kao dio područja biotehnologije, okoristile su se inovativnim dostignućima u proizvodnji pekarskog kvasca, primjerice, u proizvodnji enzima, aminokiselina i vitamina, te molekula s terapijskim djelovanjem kao što su hormoni, antibiotici i cjepiva. Zanimljiv je podatak da, osim što se koristi u mnogim istraživanjima, te ima velik potencijal za široku znanstveno-praktičnu primjenu, 23% genoma kvasca identično je ljudskom!

## Hranidbeni sastav pivskog kvasca
Pivski kvasac obiluje mnogim zaštitnim i ljekovitim tvarima, osobito vitaminima skupine B (B1, B2, B5, B6, B12 i dr.). Jedan gram, odnosno manje od pola čajne žličice pivskog kvasca sadrži 150 µg tiamina (vitamina B1), 50 µg riboflavina (vitamina B2), 400 µg niacina (vitamina B3), 40 µg piridoksina (vitamina B6), 100 µg pantotenske kiseline (vitamina B5), 1,25 µg biotina, 3,35 mg kolina, 4,425 mg inozitola i 5 µg folne kiseline (vitamina B9).
Pivski kvasac bogat je izvor i mnogih minerala: željeza, mangana, natrija, kalcija, cinka, kalija, bakra, magnezija te elemenata u tragovima – selenija, germanija i kroma. Nije na odmet napomenuti kako je upravo u pivskom kvascu prisutan oblik kroma s najvećom biološkom vrijednošću i najmanjom škodljivošću, u usporedbi sa svim ostalim njihovim prirodnim izvorima. 
Selenij (iz kvasca) je jedan od osnovnih antioksidansa koji štite stanice i tkiva od oštećenja slobodnim radikalima. Djeluje kao stimulans za imunološki sustav, podržavajući proizvodnju antitijela. Provedena istraživanja pokazuju pozitivan učinak u pacijenata oboljelih od HIV infekcija, te nekih vrsta karcinoma (primjerice prostate). Selen iz kvasca siguran je i neškodljiv u svakodnevnoj uporabi, a nisu nađene nikakve interakcije s lijekovima ili medicinskim pripravcima.
Također, najbolji je prehrambeni izvor kroma, koji je sastojak GTF-a (faktora tolerancije glukoze). GTF je neophodan za proizvodnju učinkovitog inzulina bez kojeg organizam ne može regulirati razinu šećera u krvi i tkivima, odnosno bez kojeg je nemoguć normalan metabolizam glukoze. GTF regulira inzulinsku aktivnost na dva načina – potičući cirkuliranje inzulina te smanjujući potrebu za njegovim otpuštanjem. Time krom postaje važan faktor kod osoba s dijabetesom, pretilošću, te športaša pri regulaciji mišićne mase. 
Germanij prisutan u pivskom kvascu, odnosno njegove komponente imaju mnogostruke pozitivne učinke. Točnije, karboksietilgermanij-seskvioksid jača otpornost organizma prema virusnim infekcijama i gripi, sudjeluje u regulaciji povišenog krvnog tlaka, jača imunološki sustav i ima antikarcinogeno djelovanje. 
Pivski kvasac, nadalje, obiluje esencijalnim aminokiselinama (lizinom, leucinom i dr.), glutationom (važnim enzimom koji sadrži sumpor), te nukleinskim kiselinama koje su osnova za stanični razvoj, te se smatraju važnim čimbenicima u usporavanju procesa starenja. Djelujući blago alkalno, kvasac neutralizira kiseline u krvi i tkivima, kao što to čine grah i zeleno povrće (ali i mrkva i rajčica), te voće (osobito grožđice, badem, datulja, dinja, marelica, agrumi), za razliku od mesa, jaja, sireva, kruha, krekera i druge hrane od žitarica, ribe, kikirikija, koji stvaraju kiselost u krvi i tkivima.   
Prehrambeni kvasac bitan je sastojak vegetarijanske i veganske prehrane. To su zapravo umrtvljene stanice kvasca, najčešće vrste Saccharomyces cerevisiae. Bogat je vitaminima B-kompleksa, mineralima i kofaktorima esencijalnim za rast, dok je siromašan mastima.  Iako izgledom podsjeća na pivski kvasac, ima drukčiji (prihvatljiviji) okus – orašast, sirast, kremast. U veganskoj se prehrani stoga često upotrebljava kao nadomjestak sirevima. Dolazi u obliku pahuljica ili žućkastog praška.

## Oblici pekarskog ili pivskog kvasca

### Krem – kvasac
Krem-kvasac, čije su se preteče koristile već u 19. stoljeću, suspenzija je stanica kvasca u tekućini. Najčešće se upotrebljava u velikim pekarskim pogonima, s posebnim dispenzijskim sustavima. Nije upotrebljiv u manjim pekarnama niti u kućanstvima.

### Aktivni suhi kvasac
Ovaj oblik kvasca pogodan je za upotrebu u kućanstvima, kao i kod dužeg prijevoza i nekontroliranih uvjeta skladištenja. Sastoji se od grubih duguljastih granula u kojima su žive stanice oklopljene omotačem suhih, mrtvih stanica kvasca, a aktivira se hidratizacijom. Usprkos otpornosti na loše uvjete skladištenja, smatra se oblikom koji je najosjetljiviji na toplinske promjene pri kulinarskoj uporabi.

### Pekarski suhi kvasac
Instant suhi pekarski kvasac proizvodi se iz posebno selektiranog soja kvasca Saccharomyces cerevisiae prilagođenog tehnološkom postupku fermentacije (vrenje), sušenja i pakiranja. Njegova proizvodnja započela je još za vrijeme Drugog svjetskog rata u SAD-u, u želji da se proizvede kvasac koji ne zahtjeva posebne uvjete skladištenja, a koji će istovremeno brzim rastom skraćivati vrijeme pečenja. U obliku je sipkih kratkih štapića, odnosno granula koje se jednostavno doziraju izravno u smjesu istovremeno s ostalim sirovinama. Sadrži male količine askorbinske kiseline kao konzervansa. Pekarski suhi kvasac ima oko 8% vlage za razliku od svježeg komprimiranog koji sadrži 70% vlage. Zbog niskog udjela vlage, kvasac je u poluaktivnom stanju i zato može izdržati dulji period čuvanja a da ne izgubi na aktivnosti u dizanju tijesta. Kod pakiranja se pojedinačni omoti kvasca vakuumiraju kako bi se rok trajnosti produžio na 2 godine.                                                             

### Brzorastući kvasac
To je zapravo podvrsta instant suhog pekarskog kvasca koji osigurava veće količine ugljikovog dioksida CO2 da bi se postiglo brže bujanje tijesta u kraćem vremenskom periodu. Neki dovode u pitanje vrijednost ovog oblika kvasca, s obzirom na to da smanjuje okusni potencijal gotovog proizvoda. Neki proizvođači ga preporučaju kod pečenja kruha u kućnim automatima za kruh. 

### Kvaščeve pahuljice
To su zapravo mrtve stanice kvasca koje se prodaju isključivo kao prehrambeni dodatak.

### Pekarski svježi kvasac
Pekarski svježi kvasac po svojim svojstvima u potpunosti odgovara potrebama proizvodnje kruha, peciva, kolača i ostalih proizvoda u suvremenim pekarama i domaćinstvima. To je zapravo inačica krem-kvasca iz kojeg je odstranjena gotovo sva tekućina. Proizveden je tako da odlično podnosi i niske temperature, čak i one ispod 0°C, te se može koristiti u procesima prekinute fermentacije i smrzavanja tijesta pri čemu se zadržava njegova normalna aktivnost. Od trenutka završenog proizvodnog procesa u tvornici pa do njegove upotrebe u pekarama ili domaćinstvu, kvasac je izložen za njega nepovoljnim uvjetima gladovanja. 
Kako bi osigurali da mu svojstva budu optimalna, vrlo je važno kako ćemo ga čuvati i skladištiti do momenta upotrebe. Temperatura okoline svježeg kvasca tijekom čuvanja vrlo je bitan čimbenik za trajnost svježeg kvasca. Pri optimalno niskoj temperaturi od 4 do 8˚C, kvasac će najsporije trošiti svoje rezerve energije, te najbolje sačuvati svoja upotrebna svojstva. Pekarski svježi kvasac, čuvan na taj način, nimalo ne gubi od svoje aktivnosti unutar deklariranog roka upotrebe. Čuva li se svježi kvasac na povišenim temperaturama ili se iz hladnog stavi na toplo, pa opet vrati na hladno, dolazi do kondenzacije vlage na ambalaži, omekšanja kvasca, smanjenja aktivnosti i ostalih pojava koje pokazuju ubrzanost metabolizma stanica kvasca. To dovodi do razgradnje stanica kvasca i vidljivo je kao omekšanje uz pojavu kiselkastog neugodnog mirisa. Takav kvasac više nije prikladan za upotrebu jer više nema potrebnu aktivnost, a i kruh može poprimiti miris koji mu nije svojstven. Svježi kvasac ima ima visoki udio vlage (oko 70%) i podložan je kvarenju, te mora se čuvati na hladnom cijelo vrijeme. Rok trajanja je oko 5 tjedana od dana kada je upakiran.

## Životni ciklus
Kvasci su eukarioti, tj. živa bića s pravom jezgrom u kojoj se nalazi nasljedna tvar-DNK, a razmnažaju se pupanjem, dok samo neke vrste u povoljnim uvjetima i stvaranjem spora. Pupanjem od stanice majke nastaje, kroz otprilike sat ili dva, stanica kćerka, koja na isti način nastavlja daljnje razmnožavanje, a za tu životnu aktivnost dobiva energiju razgrađujući jednostavne šećere (i to heksoze). Hoće li nastati veći ili manji broj stanica kvasca ovisi o sposobnosti stanice majke da se dijeli ili pupa 20, 30 ili 40 puta (nakon čega tu sposobnost izgubi), te o nizu vanjskih uvjeta poput temperature (optimalna za kvasac je oko 25 do 27°C), količine dodanog SO2, pH, tlaka, sadržaja šećera u moštu (kod proizvodnje vina) i drugih sastojaka, ali i o kisiku, u čijem prisustvu kvasci bolje koriste energiju, jer šećer pretvaraju do kraja u CO2 i H2O, ili je za razliku od tih tzv. aerobnih, prisiljen raditi u anaerobnim uvjetima, tj. bez zraka, kada je ta preobrazba samo djelomična i teče do nastanka etanola i CO2.
Ako intenzitet vrenja nije dovoljan, aeracijom (tj. zračenjem poput otvorenog pretoka) se potiče razmnažanje kvasca i stvara veća biomasa, što je prvi pokazao Louis Pasteur, pa se prema njemu ova pojava i zove Pasteurov efekt. To je samo jedan problem koji može nastati u procesu alkoholnog vrenja mošta. Kvasci koji latentno zimu prežive u vinogradarskom tlu ili na rozgvi, kasnije dospiju i na bobicu, a s njom u mošt, pa kad izazovu vrenje, govorimo o spontanoj fermentaciji. Vinari znaju da ovu bitnu fazu u nastanku vina ne treba prepustiti slučaju, pa pravilnim sulfitiranjem mošta i vina (ili masulja), uz ostale pozitivne učinke, provode i selekciju kvasaca. Naša je sreća da sulfitiranjem onesposobimo najprije tzv. divlje kvasce, pa kad se oni iz sumporastom kiselinom izazvanog šoka probude, već su pravi tzv. kulturni kvasci uvelike obavili posao, koji zatim i dogotove. Za razliku od takva spontanog vrenja koju obavi slučajno zatečena (epifitna mikroflora) mikroflora iz vinograda, postoji i tzv. dirigirana fermentacija, kada se u svježi sulfitirani ili termički obrađen mošt dodaje selekcionirani kvasac najčešće proizveden iz jedne stanice kvasca i prilagođen nižoj temperaturi, većoj koncentraciji šećera i alkohola, većem sadržaju SO2, većem tlaku itd., s ciljem da se ne prekida tijek fermentacije, da gubici u alkoholu i mirisnim tvarima budu minimalni, da dovrelost bude potpuna, uz najmanji nastanak hlapivih kiselina, i da ovako proizvedena vina budu što prije sposobna za potrošnju i prodaju. Na izbor kvasca i tijek vrenja vinari utječu raznim postupcima, u koje valja ubrojiti higijenu, sulfitiranje, regulaciju temperature itd., ali su u pojedinim godištima prisiljeni moštu dodavati tzv. selekcionirani vinski kvasac. Biološka je znanost zahvaljujući brzoj reprodukciji kvasca upravo na tim živim bićima razvila jedno novo područje: genetičko inženjerstvo - i usavršila tehniku prijenosa DNK npr. iz stanice kvasca u stanicu bakterije, i tako utvrdila da su brojni temeljni biološki procesi u različitim bićima identični, pa postoji nada da će se na osnovi tih istraživanja dobiti odgovor i na mnoga za čovjeka značajna pitanja.

## Zanimljivosti
U pekarstvu, kada kvasac fermentira šećer iz brašna i dodani šećer, ugljični dioksid ne može izaći jer je tijesto elastično i rastezljivo te nastali plin uzrokuje dizanje tijesta. Tako je nastao izraz "kruh dizan kvascem".